# José Antonio González
José Antonio González Linares (San Felices de Buelna, 25 febbraio 1946) è un ex ciclista su strada, pistard e dirigente sportivo spagnolo.
Professionista dal 1969 al 1979, vinse una tappa al Tour de France 1970, tre alla Vuelta a España e quattro edizioni della Vuelta al País Vasco; nel 1970 fu anche campione spagnolo in linea.

## Carriera
Ciclista molto abile a cronometro, tra i dilettanti fece parte della Nazionale spagnola ai Giochi olimpici 1968 a Città del Messico nel quartetto impegnato nella Cronometro a squadre.
Passato professionista nel 1969 con il team KAS, nello stesso anno fu vicecampione nazionale su pista nella specialità dell'inseguimento individuale e nel 1970 si laureò campione spagnolo nella prova in linea. Nelle prime due stagioni da pro fu anche convocato in Nazionale per i Campionati del mondo di Brno 1969 e Leicester 1970. la sua carriera ebbe una battuta d'arresto nel 1971, quando alla Vuelta a España risultò positivo ad un controllo antidoping in seguito al quale venne squalificato, e fu costretto a saltare il Giro d'Italia e Tour de France.
Al suo attivo conta numerose vittorie di tappa e di classifica nelle brevi corse a tappe spagnole; con quattro successi nella classifica generale della Vuelta al País Vasco detiene il record di vittorie assolute assieme ad Alberto Contador, ed è secondo per numero di podi, ben cinque, dietro proprio a Contador; fu inoltre secondo alla Volta Ciclista a Catalunya nel 1972 dietro il campione italiano Felice Gimondi, in quello stesso anno dovette ritirarsi dal Giro d'Italia a causa di un'epatite. In quattro occasioni entrò nei primi dieci nella classifica finale alla Vuelta a España.
Dopo la fine della carriera ciclistica è rimasto nell'ambiente prima come dirigente sportivo della Teka e della Seur, e poi come editorialista del quotidiano spagnolo AS. Dal 1999 si è anche avventurato in politica diventando in più occasioni sindaco di San Felices de Buelna nelle file del Partito Regionalista di Cantabria.

## Palmares
- 1967 (Dilettanti)

Classifica generale Vuelta a Navarra
- 1969 (Kas, una vittoria)

Trofeo Francisco Peris
- 1970 (Kas, quattro vittorie)

Campionati spagnoli, Prova in linea
Gran Premio Ciudad de Vitoria
Gran Premio Nuestra Senora de Oro
7ª tappa Tour de France (Forest, cronometro)
- 1971 (Kas, quattro vittorie)

Prologo Vuelta a Asturias (Gijón, cronometro)
11ª tappa, 2ª semitappa, Vuelta a España (Bilbao, cronometro)
3ª tappa, 1ª semitappa, Vuelta a La Rioja
4ª tappa Vuelta a Mallorca
- 1972 (Kas, nove vittorie)

1ª tappa, 2ª semitappa Vuelta a Cantabria
2ª tappa Vuelta a Cantabria
Classifica generale Vuelta a Cantabria
1ª tappa Vuelta al País Vasco (Eibar > Bilbao)
3ª tappa, 1ª semitappa Vuelta al País Vasco (Estella > Logroño)
Classifica generale Vuelta al País Vasco
17ª tappa, 2ª semitappa, Vuelta a España (San Sebastián, cronometro)
2ª tappa, 2ª semitappa Volta Ciclista a Catalunya (Granollers > S'Agaró)
2ª tappa Tour de la Nouvelle-France (Granby > Sherbrooke)
- 1973 (Kas, due vittorie)

Classifica generale Vuelta a Levante
3ª tappa Trofeo Antonio Blanco - Gran Premio de Leganés (Leganés > Leganés)
- 1974 (Kas, una vittoria)

Gran Premi Ferias - Ruta de Los Castillos
- 1975 (Kas, quattro vittorie)

Gran Premio Caboalles de Abajo
2ª tappa, 1ª semitappa, Vuelta al País Vasco (Iratxe, cronometro)
Classifica generale Vuelta al País Vasco
6ª tappa, 2ª semitappa, Vuelta a Asturias (Cangas de Onís > Cangas de Onís, cronometro)
- 1976 (Kas, tre vittorie)

10ª tappa Vuelta a España (Nules > Cambrils)
5ª tappa Vuelta a Cantabria
1ª tappa Tres Dias de Leganés (Leganés > Leganés)
- 1977 (Kas, quattro vittorie)

Circuito de Pascuas
1ª tappa, 2ª semitappa, Vuelta al País Vasco (Hondarribia > Altsasu)
Classifica generale Vuelta al País Vasco
5ª tappa, 2ª semitappa, Vuelta a Asturias (Gijón, cronometro)
- 1978 (Kas, due vittorie)

1ª tappa, 2ª semitappa, Vuelta al País Vasco (Vitoria) > Aretxabaleta)
Classifica generale Vuelta al País Vasco

### Altri successi
- 1968 (Dilettanti)

Verviers Chrono - Olympische 100 km (con José Gómez Lucas, Miguel María Lasa e Nemesio Jiménez, cronosquadre)
- 1969 (Kas)

Barcellona (criterium)
- 1971 (Kas)

Critérium de Ases de Zaragoza
Prologo Volta Ciclista a Catalunya (Calafell, cronosquadre)
- 1972 (Kas)

Prologo Volta Ciclista a Catalunya (Tremp, cronosquadre)
Classifica combinata Volta Ciclista a Catalunya
Classifica a punti Vuelta al País Vasco
- 1973 (Kas)

Segovia (criterium)
- 1976 (Kas)

Laredo (criterium)
Madrid (criterium)
- 1977 (Kas)

Prologo Vuelta a Asturias (Gijón, cronosquadre)

## Piazzamenti

### Grandi Giri
- Giro d'Italia

1972: ritirato (alla ?ª tappa)
1974: 28º
1975: 50º
1976: ritirato (alla ?ª tappa)
1977: ritirato (alla ?ª tappa)
- Tour de France

1970: 56º
1973: 47º
- Vuelta a España

1969: 12º
1971: squalificato (per doping)
1972: 5º
1973: ritirato (alla ?ª tappa)
1974: 6º
1975: 26º
1976: 10º
1977: 10º
1978: 30º
1979: 33º

### Classiche monumento
- Milano-Sanremo

1973: 32º

### Competizioni mondiali
- Campionati del mondo

Brno 1969 - In linea Professionisti: ritirato
Leicester 1970 - In linea Professionisti: 43º
- Giochi olimpici

Città del Messico 1968 - Cronometro a squadre: 12º